# فرشته‌ماهی صورت‌نارنجی
فرشته‌ماهی صورت‌نارنجی (نام علمی: Chaetodontoplus chrysocephalus) نام یک گونه از سرده گیسودندان‌ها است.